# 埖渡
埖渡（ごみわたり）は青森県三戸郡南部町に位置する大字である。郵便番号は039-0814。2010年（平成22年）10月1日時点で人口は323世帯1019人、面積は6.247平方キロメートル。1889年（明治22年）4月1日、三戸郡田部村が発足するまでは同郡埖渡村であった地域である。

## 地理
八戸市市街地南西、馬淵川右岸内陸部の山地に位置している。南部町立福田小学校および南部町立福地中学校の校区に属する。1868年（明治元年）の『新撰陸奥国誌』には「小渓を挿み、高窪の地に住す。土地は下之下。田園共に少し」と記されている。

### 字
大字埖渡には以下の字が存在する。
- イタコ長根（北緯40度27分21秒 東経141度23分37.2秒 / 北緯40.45583度 東経141.393667度）
- 芋窪（北緯40度26分41.8秒 東経141度23分46.5秒 / 北緯40.444944度 東経141.396250度）
- 内山（北緯40度25分45.2秒 東経141度24分33.4秒 / 北緯40.429222度 東経141.409278度）
- 越後（北緯40度26分12.3秒 東経141度23分59.4秒 / 北緯40.436750度 東経141.399833度）
- 大足（北緯40度27分23秒 東経141度23分54.9秒 / 北緯40.45639度 東経141.398583度）
- 大平（北緯40度26分25.9秒 東経141度23分57.1秒 / 北緯40.440528度 東経141.399194度）
- 大台（北緯40度26分19.2秒 東経141度23分51.6秒 / 北緯40.438667度 東経141.397667度）
- 御見抜平（北緯40度26分58.1秒 東経141度24分16秒 / 北緯40.449472度 東経141.40444度）
- カツテウ沢（北緯40度27分29.5秒 東経141度23分31.1秒 / 北緯40.458194度 東経141.391972度）
- カツテウ（北緯40度27分10.4秒 東経141度23分26.5秒 / 北緯40.452889度 東経141.390694度）
- 上外窪（北緯40度26分50.9秒 東経141度24分23秒 / 北緯40.447472度 東経141.40639度）
- 北山（北緯40度25分51.4秒 東経141度23分50.1秒 / 北緯40.430944度 東経141.397250度）
- 窪頭（北緯40度26分57秒 東経141度24分0.7秒 / 北緯40.44917度 東経141.400194度）
- 小沢田（北緯40度26分53秒 東経141度23分56.2秒 / 北緯40.44806度 東経141.398944度）
- 腰廻（北緯40度26分47.1秒 東経141度23分30秒 / 北緯40.446417度 東経141.39167度）
- 埖渡（北緯40度27分26.1秒 東経141度23分44.5秒 / 北緯40.457250度 東経141.395694度）
- 小渡（北緯40度25分28秒 東経141度24分2.8秒 / 北緯40.42444度 東経141.400778度）
- 佐伝窪（北緯40度25分59秒 東経141度23分49.4秒 / 北緯40.43306度 東経141.397056度）
- 鮫ノ口（北緯40度25分41.5秒 東経141度23分47.2秒 / 北緯40.428194度 東経141.396444度）
- 沢口（北緯40度27分5.7秒 東経141度24分9.7秒 / 北緯40.451583度 東経141.402694度）
- 下外窪（北緯40度27分40.8秒 東経141度24分8.5秒 / 北緯40.461333度 東経141.402361度）
- 下滝田（北緯40度27分39.2秒 東経141度23分41.9秒 / 北緯40.460889度 東経141.394972度）
- 白窪（北緯40度27分24.2秒 東経141度23分56.2秒 / 北緯40.456722度 東経141.398944度）
- 吸口（北緯40度26分1.1秒 東経141度23分43.2秒 / 北緯40.433639度 東経141.395333度）
- 船頭森（北緯40度26分47秒 東経141度23分37.7秒 / 北緯40.44639度 東経141.393806度）
- 外場下（北緯40度27分15.2秒 東経141度24分18.1秒 / 北緯40.454222度 東経141.405028度）
- 平（北緯40度27分43.5秒 東経141度24分0.7秒 / 北緯40.462083度 東経141.400194度）
- 高清水（北緯40度27分15.8秒 東経141度24分5.8秒 / 北緯40.454389度 東経141.401611度）
- 高日向（北緯40度27分5.3秒 東経141度23分46.2秒 / 北緯40.451472度 東経141.396167度）
- 滝田（北緯40度27分37.5秒 東経141度23分15.3秒 / 北緯40.460417度 東経141.387583度）
- 舘野（北緯40度26分31.4秒 東経141度24分7.7秒 / 北緯40.442056度 東経141.402139度）
- 舘（北緯40度27分43.6秒 東経141度23分51.4秒 / 北緯40.462111度 東経141.397611度）
- 田ノ沢々（北緯40度27分0.3秒 東経141度23分49.7秒 / 北緯40.450083度 東経141.397139度）
- 田ノ沢（北緯40度27分4.4秒 東経141度23分33.3秒 / 北緯40.451222度 東経141.392583度）
- 津串森（北緯40度26分49.7秒 東経141度23分49.6秒 / 北緯40.447139度 東経141.397111度）
- 潰沢（北緯40度27分24.2秒 東経141度23分56.2秒 / 北緯40.456722度 東経141.398944度）
- 手代森（北緯40度26分50.5秒 東経141度24分31.1秒 / 北緯40.447361度 東経141.408639度）
- 長畦（北緯40度27分40秒 東経141度23分16.2秒 / 北緯40.46111度 東経141.387833度）
- 長坂（北緯40度26分21.3秒 東経141度24分10.3秒 / 北緯40.439250度 東経141.402861度）
- 長地峰（北緯40度25分40秒 東経141度23分58.8秒 / 北緯40.42778度 東経141.399667度）
- 苗代沢（北緯40度27分33.5秒 東経141度23分34.7秒 / 北緯40.459306度 東経141.392972度）
- 西山（北緯40度26分50.2秒 東経141度23分23.8秒 / 北緯40.447278度 東経141.389944度）
- 西（北緯40度27分3秒 東経141度23分58.1秒 / 北緯40.45083度 東経141.399472度）
- 放森（北緯40度26分37秒 東経141度23分28.9秒 / 北緯40.44361度 東経141.391361度）
- 林ノ後（北緯40度27分37.9秒 東経141度23分23秒 / 北緯40.460528度 東経141.38972度）
- 東あかね（北緯40度27分26.1秒 東経141度23分41.6秒 / 北緯40.457250度 東経141.394889度）
- ホト沢（北緯40度26分36.3秒 東経141度23分35.2秒 / 北緯40.443417度 東経141.393111度）
- 前ノ沢（北緯40度26分47.6秒 東経141度24分12.1秒 / 北緯40.446556度 東経141.403361度）
- 松田（北緯40度27分5.2秒 東経141度24分17.9秒 / 北緯40.451444度 東経141.404972度）

### 地名

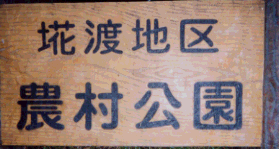
埖渡地区農村公園の案内看板。

JIS X 0208に収録される「埖」の漢字は、国土行政区画総覧に掲載されたこの地名を典拠とするものである。
「埖渡」という地名、および「埖」という漢字の由来は明らかになっていないが、渡し船に乗り降りするときに、当初は挨拶して渡ったということから、「挨渡し」（あいわたし）と呼ばれていたものが変化して「埃渡し」となり、それが現在の「埖渡」になったという説、かつて「埖」はグミを表す漢字として用いられており、 それがなまって「ごみ」という読み方になったという説、などが知られるほか、和製漢字の研究者である大原望は『和製漢字の辞典2014』において「字源説としては、埃が花のように舞う様から作られたとするものがあるが、『垝』などの漢字を崩したものを、再び楷書化してできた文字とも考えられる」と記している。早稲田大学社会科学部社会科学総合学術院教授の笹原宏之はこの漢字について「『塵』の崩しが『⿱花土』と似るため、それがバランスをとって偏と旁に配置されたものであろう」としている。
「埖」という漢字を用いる地名としては他に岩手県岩手郡滝沢村大釜字埖溜（北緯39度42分37.7秒 東経141度2分7.7秒 / 北緯39.710472度 東経141.035472度）、同県遠野市宮守町下鱒沢埖淵（北緯39度19分50.5秒 東経141度21分41.3秒 / 北緯39.330694度 東経141.361472度）などがあり、この内前者は『増補改訂JIS漢字字典』に用例のひとつとして記載されていたが、土地の所有者からの要請を受ける形で2014年1月1日の市制移行時に地名が「大釜大清水東」に変更された。

## 歴史
縄文時代の遺跡であるカッテウ遺跡、長地嶺遺跡、埖渡遺跡のほか縄文時代および平安時代の遺跡である放森遺跡が存在する。馬淵川にのぞむ河岸段丘には平館跡があり、これは小笠原氏一族である上野氏の居館であったとされている。1982年（昭和57年）時点では館跡の東西に堀の痕跡らしきものが見られたが、南は耕地化されて原型をとどめていなかったとされる。
江戸期当初、埖渡村は盛岡藩に属していたが1664年（寛文4年）、八戸藩の創設とともに同藩領に移行している。1697年（元禄10年）の郷村御内所高帳には杉沢村の枝村として村名が掲載されており、石高157.849石、うち畑112.579石とある。1696年（元禄9年）4月、凶作のため埖渡村の蔵入百姓98名が渇命となり、味噌60貫目の下付を申し出て許されている。名久井通に属していた。1749年（寛延2年）より、八戸藩領内では猪の繁殖により耕地が荒廃し、そのため凶作となっていた（猪飢饉）が、翌々年の1751年（宝暦元年）2月から6月にかけ、当村の百姓が猪30匹を射止め、藩より報奨されている。『正保郷村帳』『天保郷村帳』には当村名は見えない。
明治時代に作成された旧高旧領取調帳には埖渡村の石高が135.198石、と記載されている。1871年（明治4年）に埖渡村は八戸県、弘前県を経て青森県の所管となった。1876年（明治9年）には村内に椛木、杉ノ沢、埖渡三村連合埖渡小学校が開校したが1880年（明治13年）には杉沢村木戸口に移転、1886年（明治19年）には杉沢簡易小学校と改名された。埖渡村は連合から離脱し、埖渡八番佐々木甚太郎所有地に校舎を新築し、埖渡簡易小学校を発足させた。埖渡小学校は1949年（昭和24年）に杉沢尋常小学校に統合されるも、翌1950年（昭和25年）に埖渡尋常小学校として分離、1984年（昭和59年）に統合福田小学校に併合された。

### 沿革
- 1889年（明治22年）4月1日 - 町村制施行に伴い田部村が発足、三戸郡田部村埖渡となる。
- 1955年（昭和30年）4月1日 - 地引村、田部村が合併し福地村発足、三戸郡福地村埖渡となる。
- 2006年（平成18年）1月1日 - 南部町、名川町、福地村が合併し南部町発足、三戸郡南部町埖渡となる。

### 人口の推移
総数 [戸数または世帯数：  、人口：  ]
| 1879年（明治12年） | 49戸 363人   |
| 1980年（昭和50年） | 74戸 370人   |
| 2010年（平成22年） | 323戸 1019人 |

## 生活

### 交通
南部バスが運行している。

### 施設
字鮫ノ口に八戸家畜市場、字佐伝窪にサーキットであるモーターランドSPなどが存在する。